# 3647 Dermott
3647 Dermott (1986 AD1) là một tiểu hành tinh vành đai chính được phát hiện ngày 11 tháng 1 năm 1986 bởi Ted Bowell ở Trạm Anderson Mesa.